# Amphiceratodon argonautes
Amphiceratodon argonautes là một loài bọ cánh cứng trong họ Bọ hung (Scarabaeidae).